# Indian Wells Masters 2022
Indian Wells Masters 2022 este un turneu profesionist de tenis masculin și feminin, jucat la Indian Wells, California. Este cea de-a 48-a ediție a turneului masculin și cea de-a 33-a ediție a turneului feminin și este clasificat ca eveniment ATP Tour Masters 1000 în Turul ATP 2022 și eveniment WTA 1000 în Turul WTA 2022. Se va desfășura la Indian Wells Tennis Garden în perioada 10 martie - 20 martie 2022, pe terenuri dure în aer liber.
Cameron Norrie și Paula Badosa au fost campionii en-titre la simplu masculin, respectiv feminin. Iga Świątek a câștigat titlul la simplu feminin, în timp ce Taylor Fritz a câștigat la simplu masculin.

## Campioni

### Simplu masculin
Pentru mai multe informații consultați Indian Wells Masters 2022 – Simplu masculin

### Simplu feminin
Pentru mai multe informații consultați Indian Wells Masters 2022 – Simplu feminin

### Dublu masculin
Pentru mai multe informații consultați Indian Wells Masters 2022 – Dublu masculin

### Dublu feminin
Pentru mai multe informații consultați Indian Wells Masters 2022 – Dublu feminin

## Puncte și premii în bani

### Distribuția punctelor
| Probă           | C    | F   | SF  | QF  | R16 | R32 | R64 | R128 | Q   | Q2  | Q1  |
| Simplu masculin | 1000 | 600 | 360 | 180 | 90  | 45  | 25* | 10   | 16  | 8   | 0   |
| Dublu masculin  | 1000 | 600 | 360 | 180 | 90  | 0   | N/A | N/A  | N/A | N/A | N/A |
| Simplu feminin  | 1000 | 650 | 390 | 215 | 120 | 65  | 35* | 10   | 30  | 20  | 2   |
| Dublu feminin   | 1000 | 650 | 390 | 215 | 120 | 10  | N/A | N/A  | N/A | N/A | N/A |

### Premii în bani
| Probă           | W          | F        | SF       | QF       | R16     | R32     | R64     | R128    | Q2     | Q1     |
| Simplu masculin | 1.209.730$ | 640.000$ | 335.000$ | 175.000$ | 92.000$ | 51.895$ | 29.045$ | 18.155$ | 9.110$ | 4.785$ |
| Simplu feminin  | 1.209.730$ | 640.000$ | 335.000$ | 175.000$ | 92.000$ | 51.895$ | 29.045$ | 18.155$ | 9.110$ | 4.785$ |
| Dublu masculin  | 414.500$   | 220.000$ | 117.240$ | 59.740$  | 31.500$ | 16.870$ | N/A     | N/A     | N/A    | N/A    |
| Dublu feminin*  | 414.500$   | 220.000$ | 117.240$ | 59.740$  | 31.500$ | 16.870$ | N/A     | N/A     | N/A    | N/A    |

*per echipă